# Degenerativ sygdom
En degenerativ sygdom er en sygdom, hvor funktionen eller strukturen af det berørte væv eller organer i stigende grad vil blive forværret over tid, uanset om det skyldes normal kropslig slid eller livsstils-valg såsom motion eller spisevaner. Degenerative sygdomme er ofte set som en modsætning til infektionssygdomme.

## Eksempler på degenerative sygdomme
- Alzheimers sygdom
- Kræft
- Diabetes
- Hjertekarsygdom
- Marfans syndrom
- Parkinsons sygdom